# Gaiba
Gaiba – miejscowość i gmina we Włoszech, w regionie Wenecja Euganejska, w prowincji Rovigo.
Według danych na rok 2004 gminę zamieszkuje 1136 osób, 94,7 os./km².

## Miasta partnerskie
- Alwernia
- Collegno
- Rocchetta Sant'Antonio